# Gestione dell'analisi di intelligence
(Marcel Proust)
La gestione dell'analisi di intelligence è il processo consistente nel trattare ed organizzare il procedimento analitico per passare dall'intelligence "grezza" a quella "finita". Le attività di "analisi", di "produzione" e "trattamento" (processing, in lingua inglese) sono tipiche di questa fase, informalmente soprannominata "unire i punti". Creare un "mosaico di intelligence" è un modo efficace ed immaginifico per descrivere questo processo. Analisi, processing e produzione sono fasi dell'organizzazione e della valutazione delle informazioni grezze, e per la loro trasposizione in una forma in cui possano essere diffuse presso una "platea di utenti". Lo stesso pacchetto di informazioni può dar corso a molteplici prodotti analitici, con diversità di classificazioni di sicurezza, tempistiche e livello di dettaglio.

## Origini recenti: il padre della moderna analisi diintelligence
Anche se l'analisi è un'attività vecchia quanto il mondo, Sherman Kent è spesso considerato il padre della moderna analisi di intelligence. Scrisse diffusamente sia sulle "fonti aperte" sia su quelle "classificate", compreso un basilare saggio del 1947, Strategic Intelligence for American World Policy. Nella sua lunga carriera, prima all'Office of Strategic Services (OSS) e poi alla CIA, definì molti dei parametri della moderna analisi ed il loro uso da parte dei governanti.
In particolare, Kent disapprovava la filosofia secondo cui gli analisti giammai raccomandano una politica, e semplicemente consigliano i governanti. Per usare le sue stesse parole:

«Gli analisti sono necessari poiché le autorità affrontano questioni di cui gli analisti possono facilitare la gestione, attraverso la padronanza della conoscenza di fondo, la valutazione e la strutturazione del materiale di ogni fonte, e l'esperienza del mestiere [di spia]. Nella sua sensibilità verso problemi che ancora non compaiono sullo schermo dei governanti, l'analista ha come prima responsabilità il mettere a proprio agio i destinatari dei suoi servigi, fornendo affermazioni sincronizzate con il loro ciclo decisionale e concentrate sulla loro curva di apprendimento. Questo presuppone la produzione di intelligence "praticabile" che possa aiutarli ad imbrigliare le minacce e ad afferrare le opportunità politiche.»

La considerava una collaborazione, ma di quelle in cui l'analista non sponsorizza un suo personale punto di vista:

«Si sarebbe opposto alla fornitura di analisi — concepite ad usum di una parte politica — per imporre la sua visione sulle altre. Per l'analisi di stima, questo comporta il prestare seriamente attenzione agli esiti apparentemente meno probabili. Per l'analisi d'azione, ciò significa identificare e valutare le alternative, lasciando ai committenti politici la responsabilità di raccomandare e scegliere… Kent non vedeva scuse per la distorsione politica o delle politiche. Comprendeva, però, che la distorsione analitica o cognitiva era talmente intrinseca ai processi mentali necessari per aggredire problemi complessi e fluidi, che obbligava ad una continua, deliberata lotta per minimizzare… insegnò agli analisti a resistere alla tentazione di scorgere ciò che si aspettavano di scorgere nelle informazioni. Consigliava una particolare cautela quando un'intera squadra di analisti concordava sull'interpretazione di uno sviluppo di ieri o una previsione su quello di domani… Una strada che caldeggiava per fronteggiare la distorsione cognitiva era formulare ipotesi di lavoro e poi metterle vigorosamente in discussione.»

## Preprocessing[10]
Alcune discipline d'intelligence, specie quelle tecniche, analizzeranno gli stessi dati grezzi in modi diversi, per scopi complementari.
Ad esempio, una piattaforma di raccolta SIGINT registrerà tutti i segnali elettromagnetici ricevuti da un'antenna puntata su un obiettivo particolare in un certo momento.
Supponendo che l'obiettivo sia un radar, gli analisti ELINT si concentreranno sullo scopo e sulla copertura del radar. Gli analisti MASINT, invece, andrebbero in cerca di schemi al di fuori dei segnali intenzionali del radar, o di frequenze "laterali" generate inavvertitamente.
Similmente, se l'obiettivo fosse una comunicazione vocale, gli specialisti COMINT si concentrerebbero sul contenuto del messaggio, ma i tecnici della MASINT acustica si potrebbero occupare di "prendere le impronte" alle parole pronunciate per confermare che provengano effettivamente dalla supposta fonte. Anche nel codice Morse ogni operatore aveva comunque un ritmo caratteristico, chiamato "pugno". Gli esperti nell'intercettazione di messaggi telegrafici erano in grado di riconoscere un impostore proprio dal fatto che non riusciva generalmente a riprodurre il "pugno" dell'operatore telegrafico per cui si spacciavano.
Un elementarissimo passo di preprocessing sarebbe la traduzione del materiale nella lingua madre degli analisti, a meno che (come sarebbe auspicabile) essi siano buoni conoscitori della lingua originale in cui l'informazione è stata prodotta.

### Intelligenceelementare e servizi bibliotecari di riferimento
I bibliotecari alla CIA ricevono una gran quantità di documenti, senza contare materiali da fonti particolari, cablogrammi, quotidiani, rassegne stampa, periodici, libri, mappe. Poiché questi rapporti provengono da una gran mole di fonti diverse, il volume quotidiano fluttua e appare disomogeneo per formato, mezzo di riproduzione, lunghezza e qualità di presentazione, classificazione di sicurezza. Nel momento in cui arrivano, devono essere letti con l'attenzione rivolta ad identificare il materiale d'interesse per qualcosa come 150 utilizzatori, tra uffici e singoli individui.
L'ufficio del riferimento gestisce diversi registri (in realtà biblioteche speciali) per materiali di fonte speciale, dati biografici su scienziati e tecnici, film e fotografie di terreni, e dati su installazioni industriali. Le richieste avanzate sulla raccolta di documenti spaziano fra tre tipi:
- Richieste di uno specifico documento al cui proposito l'analista ha un riferimento o una citazione
- Richieste di una specifica informazione in risposta ad uno specifico quesito
- Richieste di tutte le informazioni rilevanti su un argomento che può essere o non essere ben definito

L'ultima, che esige ricerche di pubblicistica, è la più difficile. Dove i servizi centrali del riferimento sono stati organizzati in forma indipendente dagli uffici ricerca, diviene presto evidente che la linea funzionale di demarcazione tra loro e le unità di ricerca non è chiara. La questione assume importanza quando ne discende duplicazione di lavori, o, peggio, nel trascurare materiali di riferimento da parte di un ricercatore che opera nell'erroneo convincimento di possedere già tutto il materiale rilevante al proposito. L'uso di tecnologie e delle tecniche collaborative può contribuire a limitare quest'ultimo pernicioso fenomeno.
Si è posto il quesito se un servizio di riferimento dovrebbe preferibilmente essere attivo o passivo; dinamico o statico. Un approccio passivo al servizio riferimento comporterebbe per il personale addetto l'unica incombenza di mantenere ordinatamente la massa di dati raccolti, demandandone agli analisti il relativo proficuo sfruttamento. Con l'approccio attivo, d'altro canto, gli analisti di riferimenti discutono il problema del ricercatore con costui e poi procedono, secondo opportunità del caso, a preparare una bibliografia, unire documenti apparentemente pertinenti, li vagliano, controllano con colleghi di altri dipartimenti se siano disponibili materiali aggiuntivi, eseguono sunti, ottengono copie di documenti su argomenti largamente condivisi in piccola tiratura, iniziano una richiesta di servizio supplementare sul campo, o preparano aiuti sul riferimento.

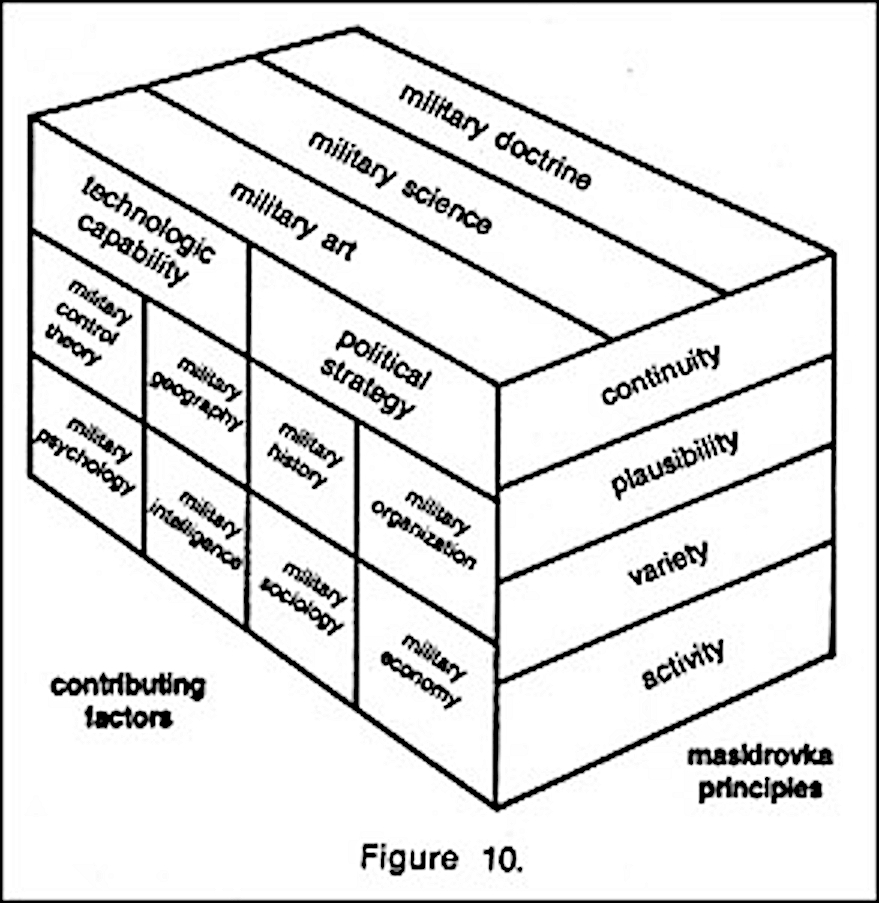
Un grafico tridimensionale dintelligence ispirato alla maskirovka russa.

Una volta che una struttura separata è stata istituita per fornire riferimenti, da lì a poco inizia a pubblicare. Questo avviene per diversi motivi, di cui il meno controverso è che un destinatario ha avanzato una richiesta. Chiamiamo ricerca o aiuto di riferimento questo genere di pubblicazione. Alcune sono piuttosto specifiche; altre più generali, essendo preparate in risposta ad un'esigenza espressa in termini generali. Per esempio, un certo numero di destinatari può rendere noto che sarebbe utilissimo avere un'epitome periodica di tutti i rapporti ed i pareri d'intelligence conclusi, per una rapida consultazione.
Gli ufficiali di riferimento hanno il compito di rendere nota la disponibilità di servizi ed informazioni, della cui esistenza l'analista potrebbe essere all'oscuro; e — dato uno scopo da perseguire — compiere la selezione preliminare di materiali per soddisfare la specifica esigenza di un singolo destinatario.
All'analista dev'essere lasciata la determinazione della sua rilevanza per il presente; al destinatario, la sua rilevanza per il futuro, ed a chi ha responsabilità politica il corso indicato dell'azione.
Il personale intelligence, al pari dei destinatari finali, ha bisogno di materiale di base, equivalente dei manuali e delle enciclopedie. Il termine americano per indicare questo fenomeno è "basic intelligence", mentre nell'ambito dell'Unione Europea Occidentale si parla di "intelligence documentale" ("documentary intelligence"). Molte di queste informazioni possono essere non classificate, ma la loro indicizzazione ed i riferimenti incrociati, specie quelli che richiamano fonti classificate, il medesimo indice analitico ricavato, e la bibliografia complessivamente invocata, possono essere oggetto di opportuna classificazione.
Uno strumento per organizzare l'intelligence elementare è rinvenibile nell'acronimo BEST MAPS:
- B-- (biographic intelligence) — intelligence biografica
- E-- (economic intelligence) — intelligence economica
- S-- (sociological intelligence) — intelligence sociologica
- T--(transportation and telecommunications intelligence) — intelligence dei trasporti e telecomunicazioni
- M-- (military geographical intelligence) — intelligence geografica militare
- A-- (armed forces intelligence) — intelligence delle forze armate
- P-- (political intelligence) — intelligence politica
- S-- (scientific and technical intelligence) — intelligence scientifica e tecnica

La lista non è completa; la biblioteca d'intelligence di base comprende anche:
- Mappe, tra cui le "mappe base" su cui si collocheranno le coperture
- Dati biografici, con diffusi riferimenti incrociati; il termine britannico è registry
- Dati grafici
- Dati di mira sui bersagli, che possono essere considerati dati elementari solo da unità militari

Da un punto di vista pratico, queste informazioni possono essere raccolte da:
- Manuali sui Paesi, a vari livelli di "classificazione" (per esempio, il CIA World Factbook, di pubblico dominio)
- Manuali di argomento monografico (ad esempio, sui gruppi di terrorismo internazionale), anche qui di varia "classificazione"

Per effetto della moderna tecnologia, queste raccolte possono essere documenti web invece di stampe su carta.

### Manuali sui paesi
Come esempi di riferimento su un Paese, in una forma assai più abbreviata che nei manuali interni, possiamo ricordare il già citato World Factbook, i fogli di dati Countries and Regions dello UK Foreign and Commonwealth Office, e le Background Notes del Dipartimento di Stato degli Stati Uniti.
Più vicini ai libri di riferimento interno sono i Foreign Area Handbooks, originariamente elaborati dall'American University su commissione dell'esercito statunitense, e successivamente prodotti dalla Federal Research Division della Biblioteca del Congresso. Il Country Studies/Area Handbook Program era "sponsorizzato dallo United States Department of the Army. Poiché l'intenzione originale dello sponsor della serie era concentrarsi principalmente sulle aree o sulle regioni del mondo meno note in cui potrebbero essere schierate le forze USA, la serie non è onnicomprensiva." Al tempo della sua pubblicazione originale, c'era un manuale principale "non classificato" e un supplemento segreto, e quest'ultimo riguardava soprattutto informazioni biografiche. I manuali d'area avevano una distribuzione meno restrittiva che i CIA National Intelligence Summaries.

### Riferimenti biografici
La redazione di un indice esaustivo è il vero valore di un repertorio biografico. I nomi sono di per sé una sfida, con le loro varianti fonetiche e gli alias. Soundex è una tecnica di trascrizione fonetica utilizzata per indicizzare i nomi in modo tale che possano essere richiamati gli equivalenti fonetici, con variazioni e traslitterazioni, della stessa lingua o di altre lingue. Soundex è un'applicazione della fonematica.
Anche se non esiste un'autentica soluzione generale, c'è stato un notevole lavoro nella traslitterazione delle serie di caratteri non latini. Soundex ed i sistemi correlati sono utili per cercare nei database biografici per assonanza fonetica, ma gli insiemi di caratteri traslitterati permettono la ricerca dei nomi anche alle persone che non abbiano familiarità con qualche lingua "esotica" nella sua forma scritta.
Le relazioni tra persone nell'indice biografico sono essenziali ed aggiornate costantemente. Un termine del gergo tecnico per designare gli indici relazionali in questione è "diagrammi di circuito".
Il ciclo di attività organizzative per scopi di intelligence spazia dalla raccolta di informazioni scelte al suo uso diretto in rapporti preparati per chi ha responsabilità politiche decisionali. Tra queste attività, rispettivamente iniziali e finali, vi è una quantità di funzioni che possono essere annoverate nella locuzione information processing, ovvero "trattamento delle informazioni". Queste funzioni comprendono identificazione, catalogazione, organizzazione, rievocazione, conversione in forme più utili, sintesi e diffusione del contenuto intellettuale delle informazioni raccolte. Il volume sempre crescente di informazioni prodotte ed immediatamente richieste, assieme all'alto costo richiesto dall'esecuzione di queste variegate operazioni stanno imponendo la necessità di una revisione critica delle procedure invalse nel campo del trattamento di informazioni.

### Intelligenceelementare geofisica
Le mappe sono prodotti ovvii, ma in varietà infinita, compresi semplici profili, su cui poter sovrapporre specifiche informazioni, e divisioni per giurisdizione politica, etnia, lingua, territorio e così via. Il confine tra mappe e vera e propria IMINT si fa ogni giorno più incerto.
Le risorse online quali Google Earth si dimostrano sempre più utili in molteplici settori, ma non sono adeguate all'analisi tecnica di intelligence.
Rimane una sfida l'indicizzazione delle mappe nel sistema informativo territoriale (SIT; in lingua inglese Geographic(al) Information System, abbreviato in GIS) posto che proiezioni multiple e sistemi di coordinate sono impiegati tanto nelle mappe quanto nella produzione d'immagini specificamente finalizzata all'intelligence.

### Intelligencedell'ordine di battaglia
L'espressione (eminentemente militare) "ordine di battaglia" si riferisce alla composizione di un'organizzazione ostile, ed abbraccia le unità militari, il personale di rilievo strategico, l'equipaggiamento e la forza. In generale, è una forma di intelligence elementare, ma è anche talmente importante, e così soggetta a repentini mutamenti, che può essere affidata ad una speciale articolazione di una unità di intelligence.
Il termine è usato anche per i dettagli organizzativi e di altri aspetti della forza avversaria. Per esempio, l'ordine di battaglia elettronico (EOB) è un elenco degli equipaggiamenti, posizioni e caratteristiche operative dei segnali di trasmittenti, antenne ed altri apparati elettronici in dotazione al nemico.

## Intelligenceistantanea

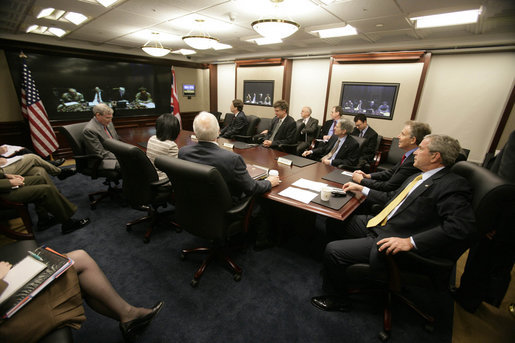
17 maggio 2007. George W. Bush e Tony Blair partecipano ad una videoconferenza in tema di Iraq dalla White House Situation Room.

Un ampio ventaglio di attività ricade sotto la denominazione di intelligence istantanea (current intelligence). Quanto meno, un centro di intelligence istantanea riceve rapporti grezzi o elaborati in maniera essenziale, li integra con le informazioni che già possiede, e, a seconda della sua missione, può appoggiare:
- Un posto di comando per l'allerta tattica (specialmente i centri militari che uniscono responsabilità operative e intelligence), come il NORAD
- Centri di comando mobili e a staff di chi debba assumere decisioni politiche come il Combat Information Center della marina,[30] o centri di comando per la funzione di Airborne Warning and Control System
- Strutture di allerta strategica e coordinamento (ad esempio, lo US Department of State Operations Center)[31]
- Unità di crisi, per uso operativo (ad esempio la Submarine Tracking Room britannica nella Seconda guerra mondiale)[32]
- Analoghe unità di crisi, al servizio però di responsabili politici, ovvero deputate a produrre presentazioni più sistematiche (ad esempio, la White House Situation Room).[33]

Una funzione dei centri di osservazione, almeno quelli inseriti in agenzie e comandi con potenzialità di raccolta e sorveglianza, è tenere sotto controllo la disponibilità di sensori, verifiche programmate e così via. Una parte dell'effetto sorpresa conseguito dai giapponesi durante l'Attacco di Pearl Harbor dipese dal fatto che si suppose che gli aerei di pattuglia fossero in volo e la stazione radar di allarme precoce fosse operativa, ma nessun centro di osservazione lo verificò: gli alti ufficiali supposero che così fosse.
A metà strada fra allerta tattica e consapevolezza della situazione si pongono le strutture 24/7/365 che rimangono attive sugli "affari correnti". Forse il primo centro di osservazione in senso moderno fu il centro inglese di tracciamento di sottomarini impostato da Rodger Winn.
Anticipando infatti il flusso di lavoro che oggi caratterizza il cosiddetto "centro all-source", nel centro di Winn venivano fatti convergere rapporti di unità tattiche, crittanalisi, localizzazione radiogoniometrica (direction finding, anche abbreviato in DF) ed altre funzioni, il tutto allo scopo di individuare i sottomarini tedeschi che nel secondo conflitto mondiale rappresentavano una costante minaccia per i convogli alleati.
Le strutture moderne di intelligence istantanea spesso ricorrono alla teleconferenza o alla videoconferenza per condividere le informazioni come nel caso del NOIWON (National Operational Intelligence Watch Officer's Network) che è collegato a (US) National Military Command Center, National Military Joint Intelligence Center, State Department Operations Center, CIA Operations Center, State Department Bureau of Intelligence and Research, NSA Operations Center e White House Situation Room. Talora appare conveniente il concorso di altri organi, quale l'FBI (Strategic Information and Operations Center (SIOC).
Altri Paesi hanno reti simili, o a volte una o più installazioni, raggiunte fisicamente dai rappresentanti di tutte le agenzie coinvolte, come l'inglese Cabinet Office Briefing Rooms "COBRA".
Quando una crisi non ha rilievo internazionale, può essere pienamente sufficiente un sottoinsieme, come può essere il SIOC nel caso di più rivolte carcerarie contemporanee. In caso di dirottamento aereo senza implicazioni terroristiche, il centro operazioni della Federal Aviation Administration può cooperare con il SIOC, o con componenti di servizi specifici, come il comando generale della Coast Guard. La Coast Guard, altri uffici del Department of Homeland Security quali la Federal Emergency Management Agency, e specialisti tecnici quali la Environmental Protection Agency o il National Weather Service possono essere chiamati a partecipare alle operazioni in via elettiva, per la loro vocazione ad hoc.
Può sembrare "fuori tema" discutere in questa sede di calamità naturali, ma non è così. Un grande disastro naturale, quale l'Uragano Katrina, richiese un rilevante supporto militare. Nel Nord America, sistemi quali l'Incident Command System ed il National Incident Management System sono stati posti al servizio "a fattor comune" sia per le catastrofi, sia per le minacce alla sicurezza nazionale di origine umana.
Spesso i principali comandi militari dispongono di un centro operazioni, a cui convergono le informazioni raccolte dai quartier generali dipendenti, ed i comandi superiori sono informati sulla situazione, ma non sui relativi dettagli. A loro volta, "girano" le informazioni ai corrispondenti comandi di livello nazionale. Stati Uniti e Russia hanno servizi di collegamento reciproco nei reparti di allerta aerospaziale, e ci sono comunicazioni "hotline" (quello che noi chiamiamo "telefono rosso") tra stati, che potrebbero servire a smontare preventivamente delle crisi internazionali, come il sistema HAMMER RICK tra USA ed Israele.

### Liste di controllo di indicazioni ed allarme
Indicazioni ed allarme sono coordinati in "liste di controllo di indicazioni" (indications check lists) specifiche per particolari Paesi e sistemi. Per esempio, potrebbe essere ordinario per un Paese far volare un dato aereo per lanciare formazioni militari con breve preavviso, come parte del suo addestramento regolare. Un altro Stato potrebbe, per penuria di carburante o di personale addetto alla manutenzione, eseguire raramente decolli in formazione; quando ciò avvenisse, sarebbe quindi il segnale di un'effettiva attività operativa determinata e concreta (e non già di un'esercitazione). Alcune azioni nel proprio Paese o da parte delle forze di un altro Paese possono innescare uno stato di allerta di livello nazionale, come nel caso di un incidente che riguarda armi atomiche, un disastro nazionale di grandi proporzioni, ecc..